# The Evil Divide
The Evil Divide — восьмой студийный альбом американской трэш-метал-группы Death Angel, выпущенный 27 мая 2016 года на лейбле Nuclear Blast. Альбом был спродюсирован Джейсоном Сьюкофом, для которого это стала третья совместная работа с коллективом. The Evil Divide был положительно встречен музыкальными критиками, которые хвалили энергетику и агрессивность пластинки, также отмечая привнесение мелодичности и некоторых прогрессивных идей в звучание альбома.

## Список композиций
Все тексты написаны Марком Осегуеда, за исключением указанного, вся музыка написана Робом Кавестани.
| №                   | Название                                                    | Текст песни         | Длительность |
| ------------------- | ----------------------------------------------------------- | ------------------- | ------------ |
| 1.                  | «The Moth»                                                  | Роб Кавестани       | 4:38         |
| 2.                  | «Cause for Alarm»                                           |                     | 3:22         |
| 3.                  | «Lost»                                                      |                     | 4:57         |
| 4.                  | «Father of Lies»                                            |                     | 5:05         |
| 5.                  | «Hell to Pay»                                               |                     | 3:12         |
| 6.                  | «It Can't Be This»                                          |                     | 4:16         |
| 7.                  | «Hatred United / United Hate» (с участием Андреаса Киссера) |                     | 5:17         |
| 8.                  | «Breakaway»                                                 |                     | 4:01         |
| 9.                  | «The Electric Cell»                                         |                     | 4:38         |
| 10.                 | «Let the Pieces Fall»                                       |                     | 5:47         |
| Общая длительность: | Общая длительность:                                         | Общая длительность: | 45:13        |

| №                   | Название                           | Текст песни         | Музыка              | Длительность |
| ------------------- | ---------------------------------- | ------------------- | ------------------- | ------------ |
| 11.                 | «Wasteland» (кавер на The Mission) | Уэйн Хасси          | The Mission         | 5:18         |
| Общая длительность: | Общая длительность:                | Общая длительность: | Общая длительность: | 50:31        |

## Участники записи
Death Angel
- Марк Осегуеда — вокал
- Роб Кавестани — соло-гитара, бэк-вокал
- Тэд Агилар — ритм-гитара
- Дэмьен Сиссом — бас-гитара
- Уилл Кэрролл — ударные

Производственный персонал
- Джейсон Сьюкоф — продюсирование
- Тед Дженсен — мастеринг

## Чарты
| Чарт (2016)                     | Высшая позиция |
| ------------------------------- | -------------- |
| Австралия (ARIA)                | 80             |
| Австрия (Ö3 Austria)            | 64             |
| Бельгия/Фландрия (Ultratop)     | 192            |
| Франция (SNEP)                  | 110            |
| Германия (Offizielle Top 100)   | 37             |
| Венгрия (MAHASZ)                | 37             |
| Швейцария (Schweizer Hitparade) | 40             |
| США (Billboard 200)             | 98             |